# Фазан гімалайський
Фазан гімалайський (Catreus wallichii) — вид куроподібних птахів родини фазанових (Phasianidae). Мешкає в Гімалаях. Це єдиний представник монотипового роду Гімалайський фазан (Catreus). Вид отримав назву на честь данського натураліста Натаніеля Валліха.

## Опис

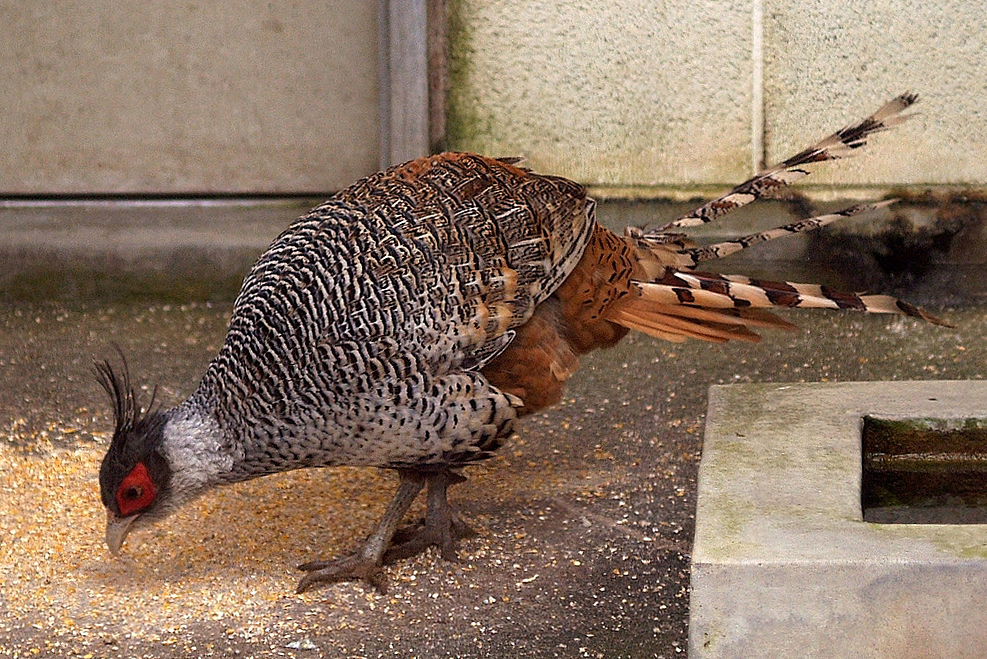
Гімалайський фазан (самець)

Самець досягає довжини (разом з хвостом) від 90 до 118 см, довжина хвоста становить 45-58 см. Довжина крил становить 235-270 мм. Птах важить від 1,5 до 1,7 кг. Самиця менша: її довжина (разом з хвостом) становить 61–76 см, довжина хвоста 32–47 см, довжина крил 225-245 мм, вага 0,9-1,4 кг.
На голові в гімалайського фазана є довгі, волосоподібні пера; в півня вони значно більші. Навколо очей шкіра лиса, яскраво-червоного кольору (в самиць світлішого відтінку). Райдужка золотисто-коричнева. Довгий хвіст складається з 18 довгих рульових пер, середня пара з яких в 4-4 разів довша за інші.
У самців верхня частина голови чорного кольору. Шия блідо-сіра, гузка і живіт коричневі. Верхня частина тіла світло-коричнева, поцяткована численними чорними і сірими плямками. Довгі рульові пера на хвості смугасті, бежево-коричневі.

## Поширення
Цей вид птахів мешкає в Західних Гімалаях. В минулому ареал гімалайського фазана охоплював північ Пакистану, північний захід Індії і Непал. Нині ареал гімалайського фазана значно скоротився. В Пакистанівін мешкає невеликою популяцією в долині Джеламу. В Непалі цей птах мешкає на заході країни. В Індії популяції гімалайського фазана мешкають в штатах Гімачал-Прадеш і Уттаракханд.
Гімалайський фазан мешкає на виокогір'ї, на висоті від 1200 до 3350 м над рівнем моря, серед трави, чагарників і невисоких дерев.

## Поведінка
Гімалайський фазан є моногамним, живе парами або невеликими сімейними групами до 15 птахів. Сезон розмноження триває з квітня по липень. В кладці 10-11 яєць розміром 54×39 мм. Інкубація триває 26 днів. Самець охороняє самицю і бере участь у догляданні за пташенятами.

## Збереження
МСОП вважає цей вид вразливим. Ареал виду значно скоротився, а популяція, на думку вчених, становить близько 6000 птахів. Гімалайський фазан внесений в Доповнення I конвенції СІТЕС.